# هيبر مانينغ ويلز
وهو سياسي أمريكي ينتمي إلى (الحزب الجمهوري) ولد هيبر مانينغ ويلز في 11 أغسطس - آب من سنة 1859 أصبح هيبر مانينغ ويلز أول حاكم على ولاية يوتا الأمريكية في سنة 1896 بعد انضمام الولاية إلى الاتحاد الأمريكي واستمر هيبر مانينغ ويلز في منصبه كحاكم على ولاية يوتا الأمريكية إلى سنة 1905 توفي هيبر مانينغ ويلز 12 مارس - أذار من سنة 1938.